# Rue Joliette
La rue Joliette est une voie surtout résidentielle de la ville de Longueuil sur la Rive-Sud de Montréal.

## Situation et accès
La rue Joliette débute à la rue Maréchal un peu au nord du boulevard Jacques-Cartier comme rue à une voie par direction. À partir du boulevard Desaulniers jusqu'à la rue Saint-Laurent, elle est à deux voies par direction et finalement, perd de sa largeur de la rue Saint-Laurent à la rue Saint-Charles étant donné qu'elle longe la façade Est du centre commercial Place Longueuil. 

## Origine du nom
La rue Joliette aurait été nommée en l'honneur de Barthélemy Joliette (1789-1850), fondateur de la ville de Joliette.

## Historique
Elle fait partie de l'ancien territoire de la paroisse de Saint-Antoine-de-Longueuil, et plusieurs plans cadastraux datant du début du XXe siècle la mentionnent

## Bâtiments remarquables et lieux de mémoire

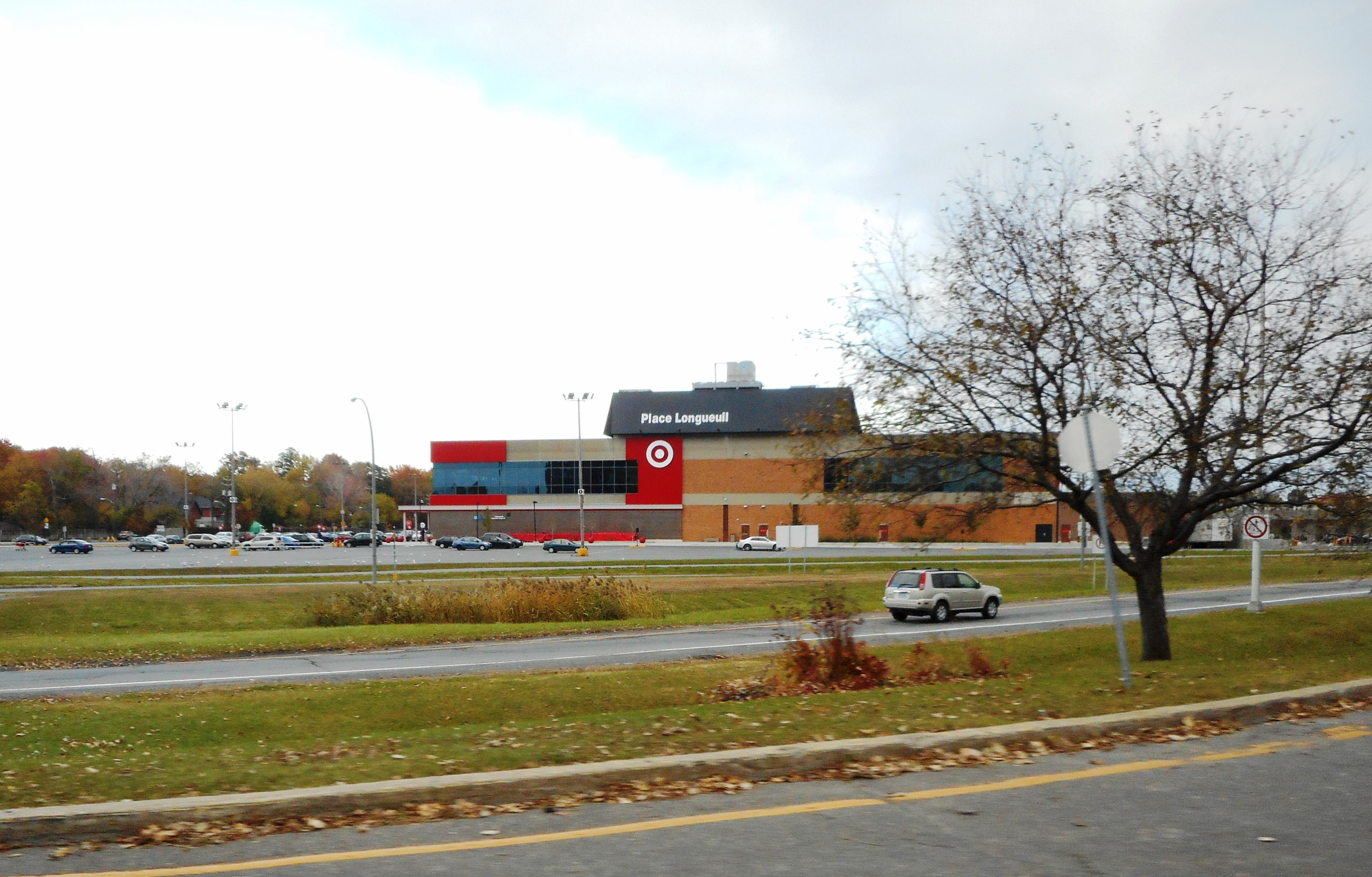
Place Longueuil
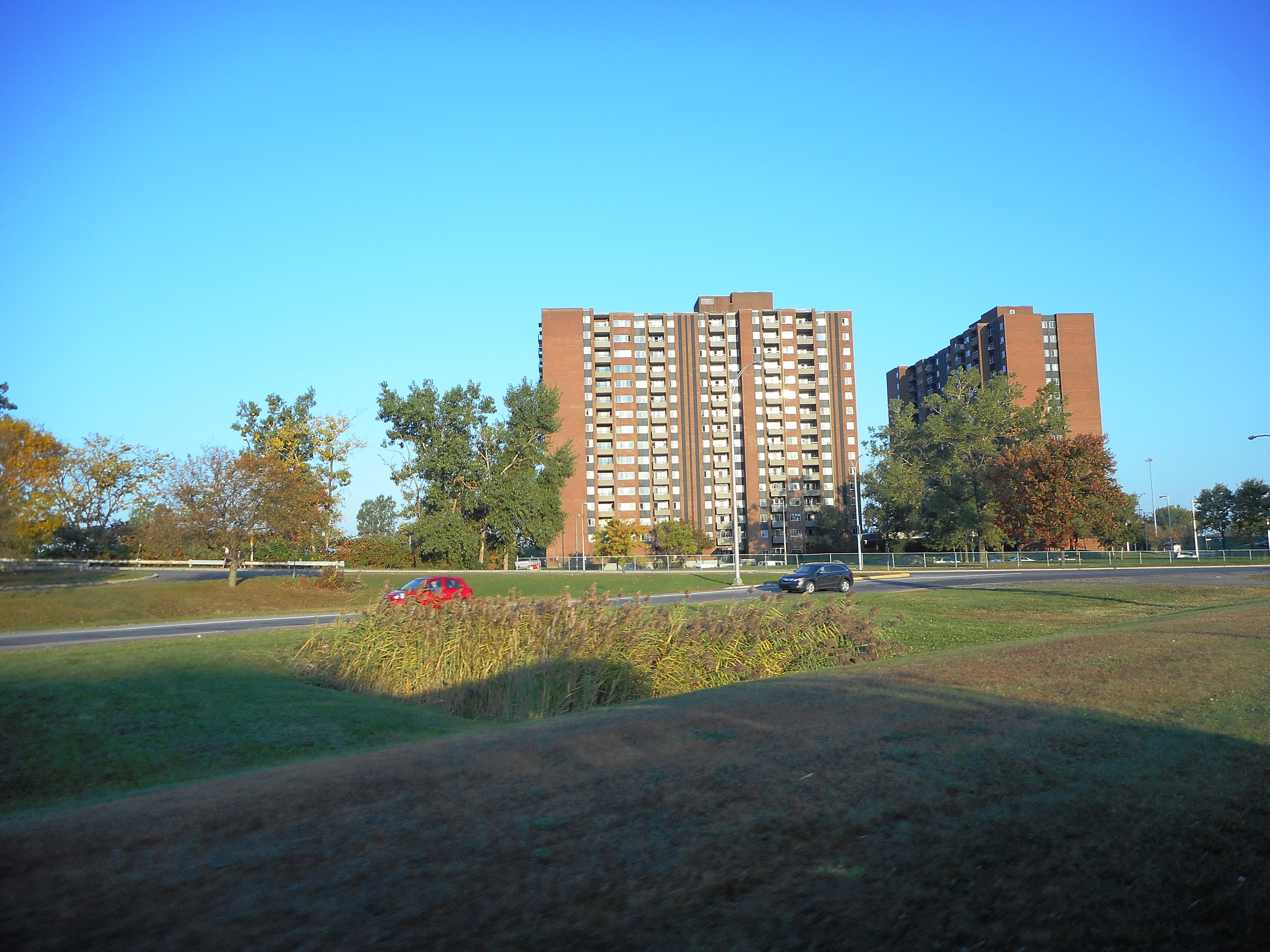
Domaine D'Iberville